# Jean-Eugène Buland
Jean-Eugène Buland (Paris, 26 de outubro de 1852 - Charly-sur-Marne, Aisne, 18 de março de 1926) foi um pintor francês.

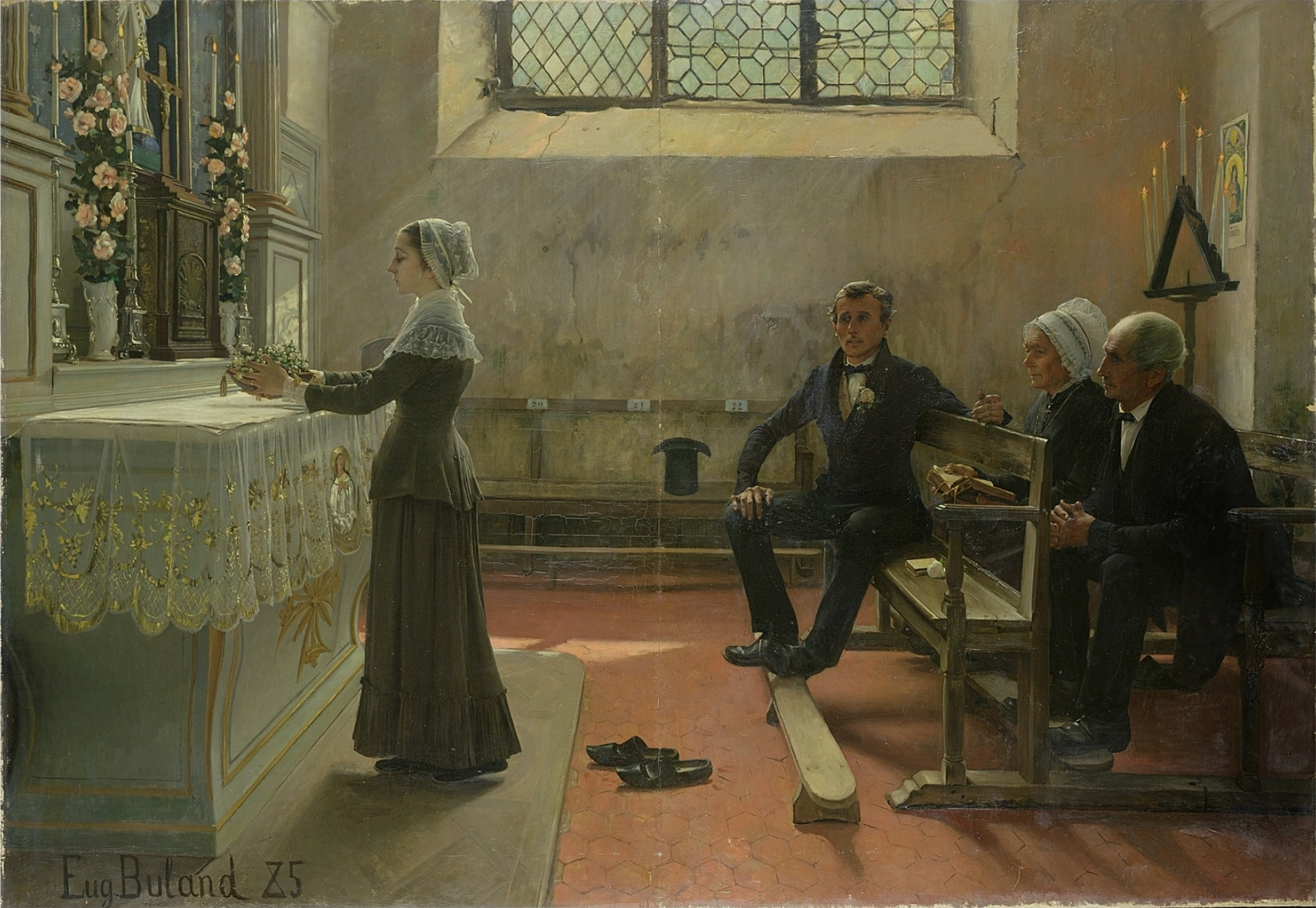
A Oferenda ou a Restituição à Virgem no Dia Seguinte ao Casamento, 1885

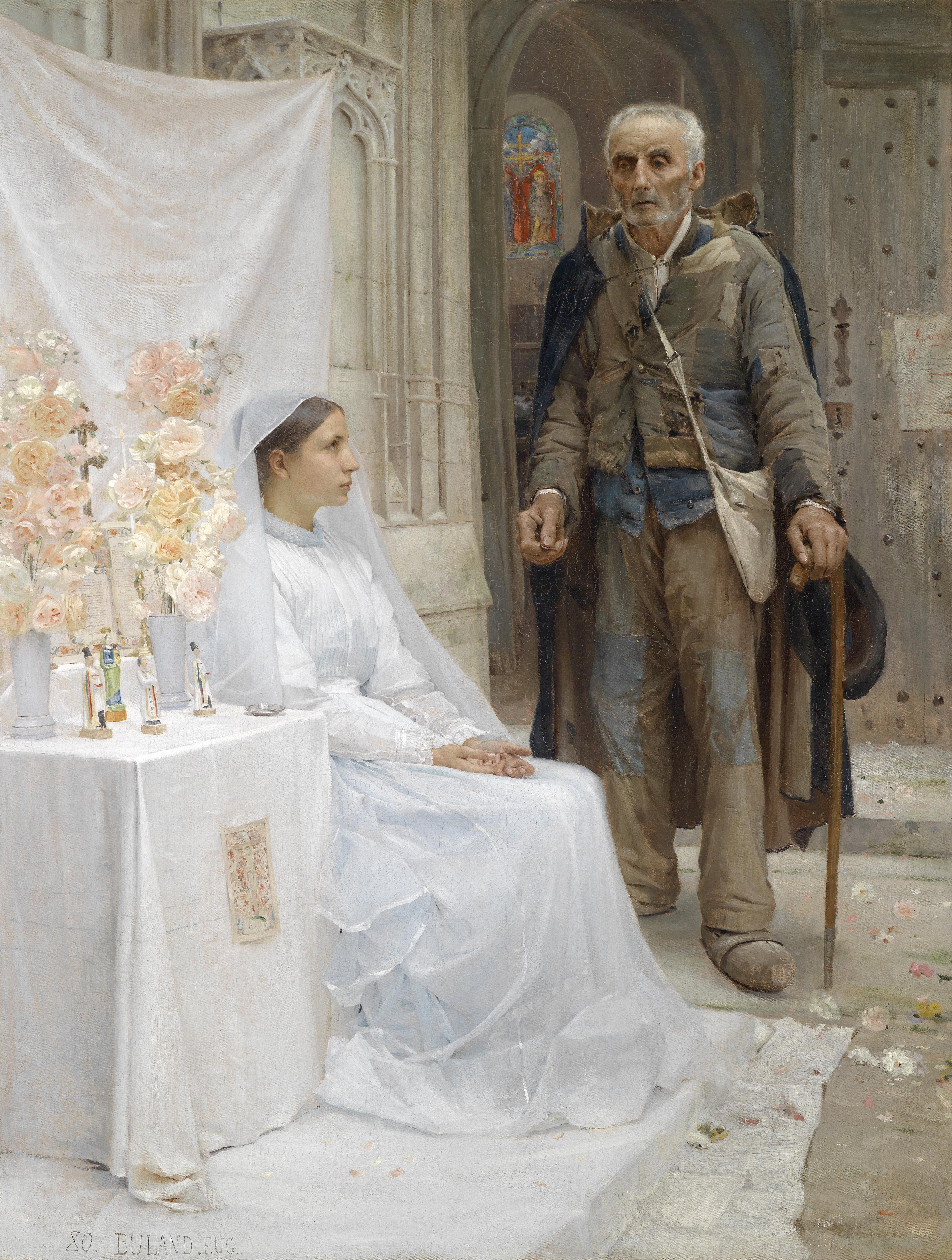
A Esmola de um Mendigo, 1880

Filho de um gravador, Buland entrou na École Nationale Supérieure des Beaux-Arts sob a tutela de Alexandre Cabanel. Suas primeiras obras eram pinturas simbolistas de cenas antigas, mas ele rapidamente se virou para retratar cenas da vida quotidiana.
Buland usou fotografias para pintar com realismo. Ele recebeu o Segundo Grande Prix de Roma dois anos seguidos, em 1878 e 1879. Sua participação no Salão de Paris levou-o a vários prêmios: uma menção honrosa em 1879, uma medalha de terceiro lugar em 1884, seguida de uma medalha de segundo lugar em 1887. Na Feira Mundial de Paris, em 1889, foi homenageado com uma medalha de prata. Buland foi admitido na Legião de Honra em 1894.
Buland beneficiou das comissões que recebeu de instituições importantes, como o Musée du Luxembourg e outros museus na província. Ele pintou vários painéis do Salão das Ciências no Hôtel de Ville e decorou o teto da prefeitura de Château-Thierry.
O Museu de Belas Artes de Carcassonne, que realizou o trabalho Casamento Inocente, dedicou-lhe uma retrospectiva de 19 de outubro de 2007 a 19 de janeiro de 2008, publicando um catálogo para a ocasião.
Buland era irmão de Jean-Émile Buland (1857-1938), gravador e vencedor do Prix de Roma em 1880.

## Obras

Um Patrão ou A Lição do Aprendiz

- Offrande à la Vierge (Português: Oferenda à Virgem), 1879, Le Havre, Musée d'art Moderne André-Malraux.
- L'aumône d'un Mendiant (Português: A Esmola de um Mendigo), 1880.
- La Visite Lendemain de Noces (Português: A Visita Após o Casamento), 1884.
- L'offrande ou La Restitution à la Vierge le Lendemain du Mariage (Português: A Oferenda ou A Restituição à Virgem no Dia Seguinte ao Casamento), 1885.
- Mariage Innocent (Português: Casamento Inocente), Museum of Fine Arts, Carcassonne.
- Les Héritiers (Português: Os Herdeiros), 1887, Bordeaux Museum.
- Un Patron ou La Leçon D'apprentissage (Português: Um Patrão ou A Lição do Aprendiz), 1888, Nationalmuseum, Estocolmo.
- Propagande Boulangiste (Português: Propaganda), 1889, Musée d'Orsay.
- Le Repas du Jardinier (Português: O Rapaz no Jardim), 1889.
- 'Auguste au tombeau d'Alexandre (Português: Augusto no Túmulo de Alexandre), Musée d'Orsay.
- Déjeuner Des Laveuses (Português: Almoço das Lavadeiras), 1900.
- Conseil Municipal et Commission de Pierrelaye Organisant la Fête (Português: Conselho Municipal e Comissão de Pierrelaye Organizando a Celebração), 1891, Hôtel de ville de Pierrelaye Val-d'Oise.
- Une Promenade Sur Le Parc (Português: Uma Caminhada no Parque),1891.
- Un Jour D'audience (Português: Um Dia de Audiência), 1895, Chi Mei Museum, Tainan, Taiwan.
- Bretons en Prière  ou Visite à la Vierge of Benodet (Português: Bretões em Oração ou Visita à Virgem do Benodet), 1989, Musée des beaux-arts de Quimper.
- Le Tripot ou Au casino ou La Table de jeu (Português: O Cassino ou No Casino ou na Mesa do Jogo), 1883, Musée des beaux-arts de Quimper.
- Flagrant Délit (Português: Delito em Flagrante), 1893, Musée des beaux-arts de Quimper.
- Bonheur des Parents (Português: Felicidade dos Pais), 1903.
- Le Rétameur (Português: O Rétameur), 1908.
- Lycanion et Daphnis (Português: Lycanion e Daphnis).
- Tireurs D'Arbalète (Português: Atiradores de Besta).
- Prière Devant Les Reliques (Português: Oração Diante das Relíquias).

## Coleções Públicas
Na França
- Musée des beaux-arts de Bordeaux : Les Héritiers, 1887, huile sur toile[1]
- Musée des beaux-arts de Caen : La Restitution à la Vierge le lendemain du mariage, 1885, huile sur toile[2]
- Musée des beaux-arts de Carcassonne : Mariage Innocent, huile sur toile
- Château-Thierry, musée Jean-de-La-Fontaine : Le Repas du jardinier, 1899, huile sur toile[3]
- Douai, musée de la Chartreuse : Les Fiancés, 1881, huile sur toile
- Le Havre, musée d'art moderne André-Malraux : Offrande à la Vierge, 1879, huile sur toile
- Paris, musée d'Orsay :
  - Propagande, 1889, huile sur toile
  - Auguste au tombeau d'Alexandre, huile sur toile
- Pierrelaye (Val-d'Oise), hôtel de ville : Conseil municipal et commission de Pierrelaye organisant la fête, 1891, huile sur toile
- Musée des beaux-arts de Quimper :
  - Bretons en prière, 1898, huile sur toile
  - Le Tripot, 1883, huile sur toile
  - Flagrant délit, 1893, huile sur toile
- Musée des beaux-arts de Troyes : Devant les reliques, 1897, crayon noir sur papier[4]

Na Suécia
- Estocolmo, Nationalmuseum : Un Patron (1888), huile sur toile

Em Taiwan
- Tainan, Predefinição:Lien : Un jour d'audience, 1895, huile sur toile

## Galeria

Obras de Jean-Eugène Buland
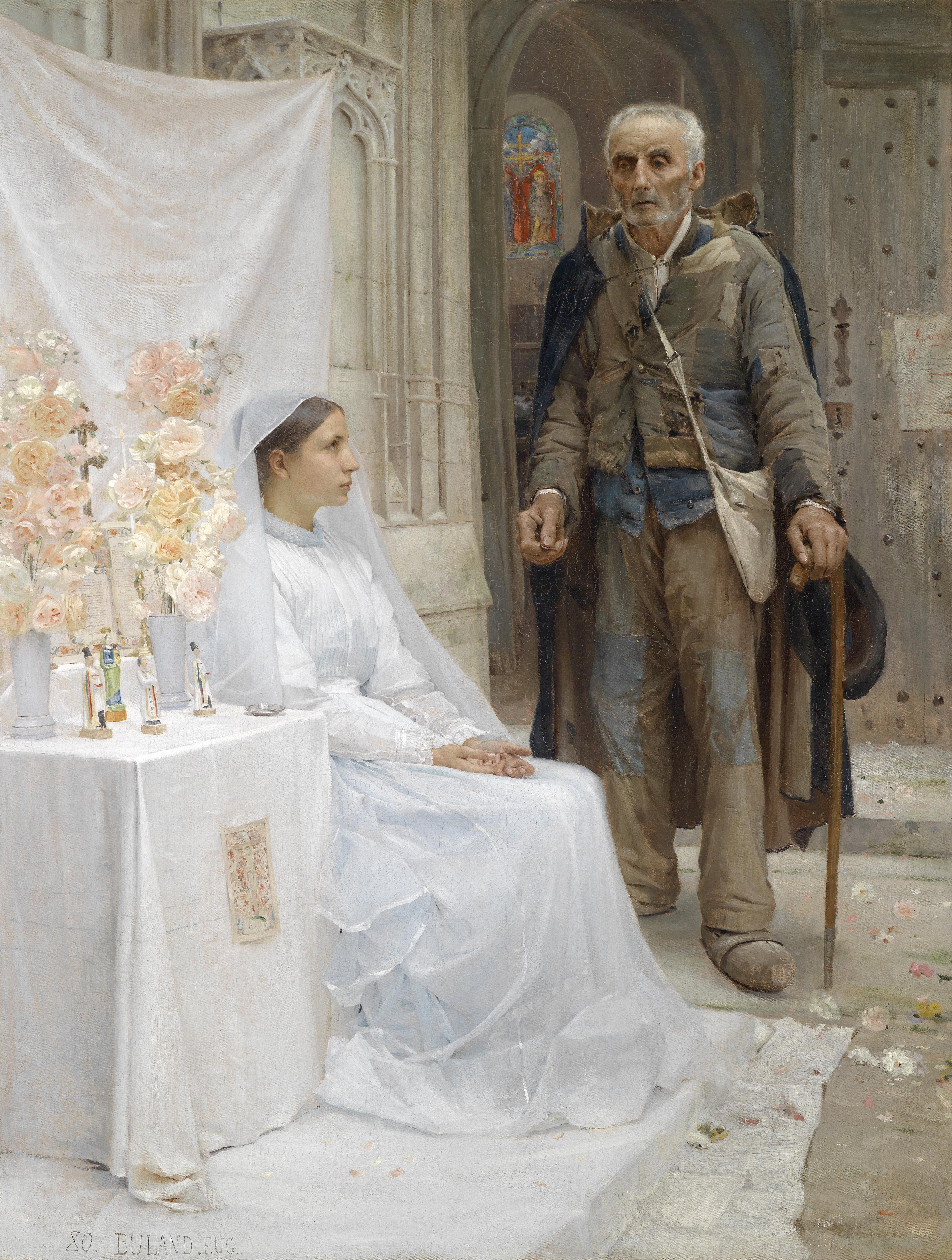
L'aumône d'un mendiant (1880).
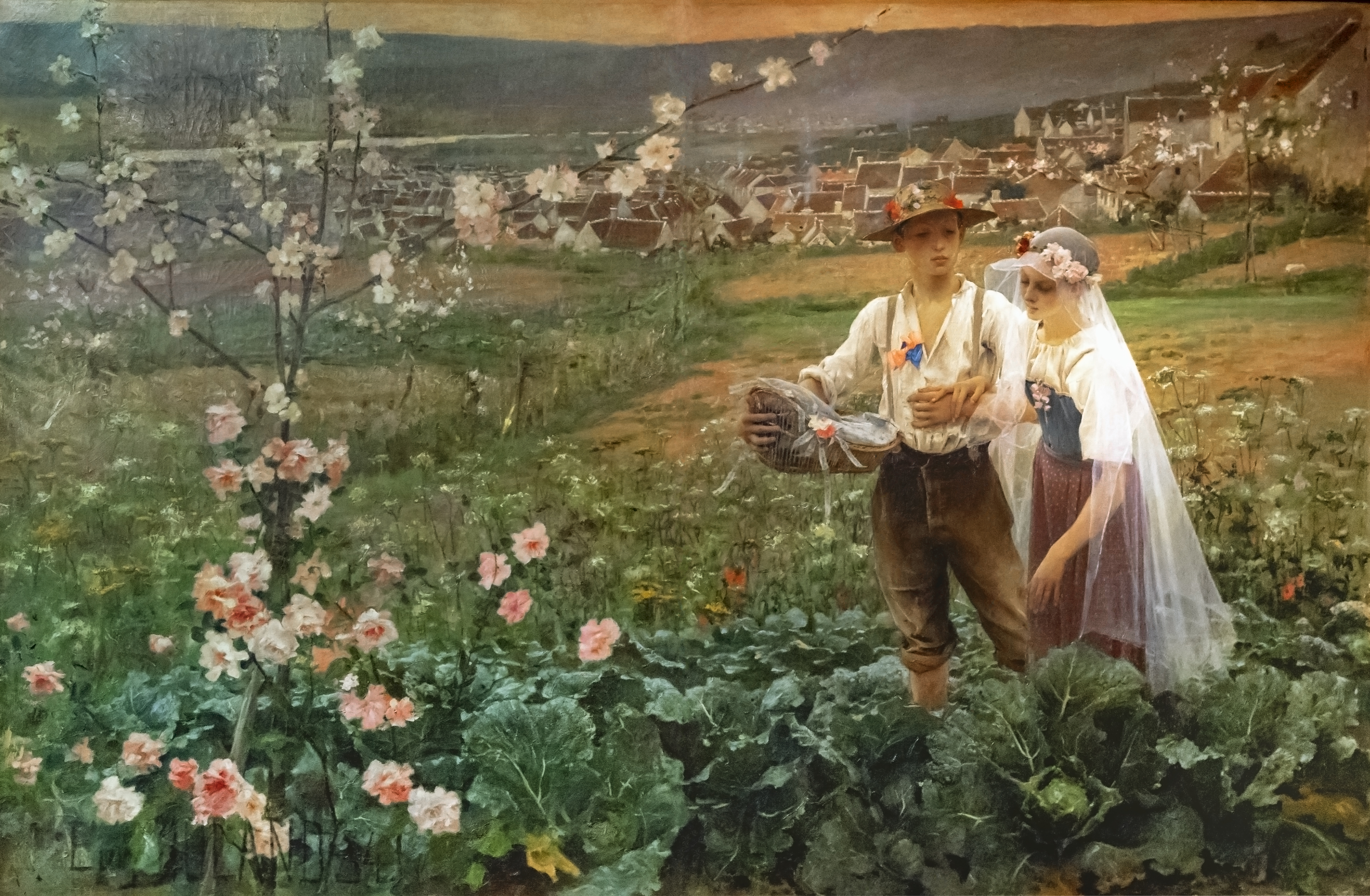
Mariage Innocent (1884)
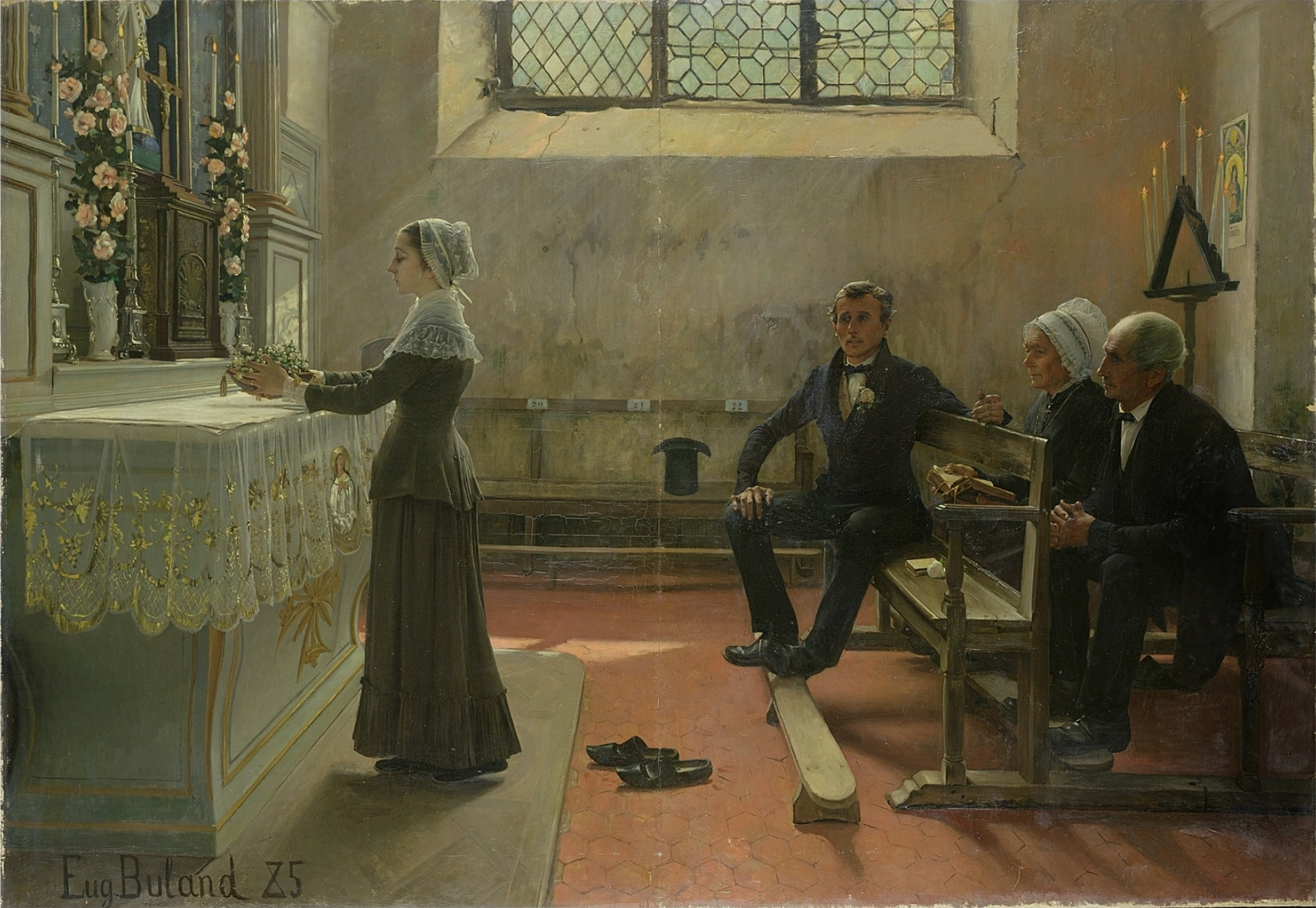
La Restitution à la Vierge le lendemain du mariage (1885), musée des beaux-arts de Caen.
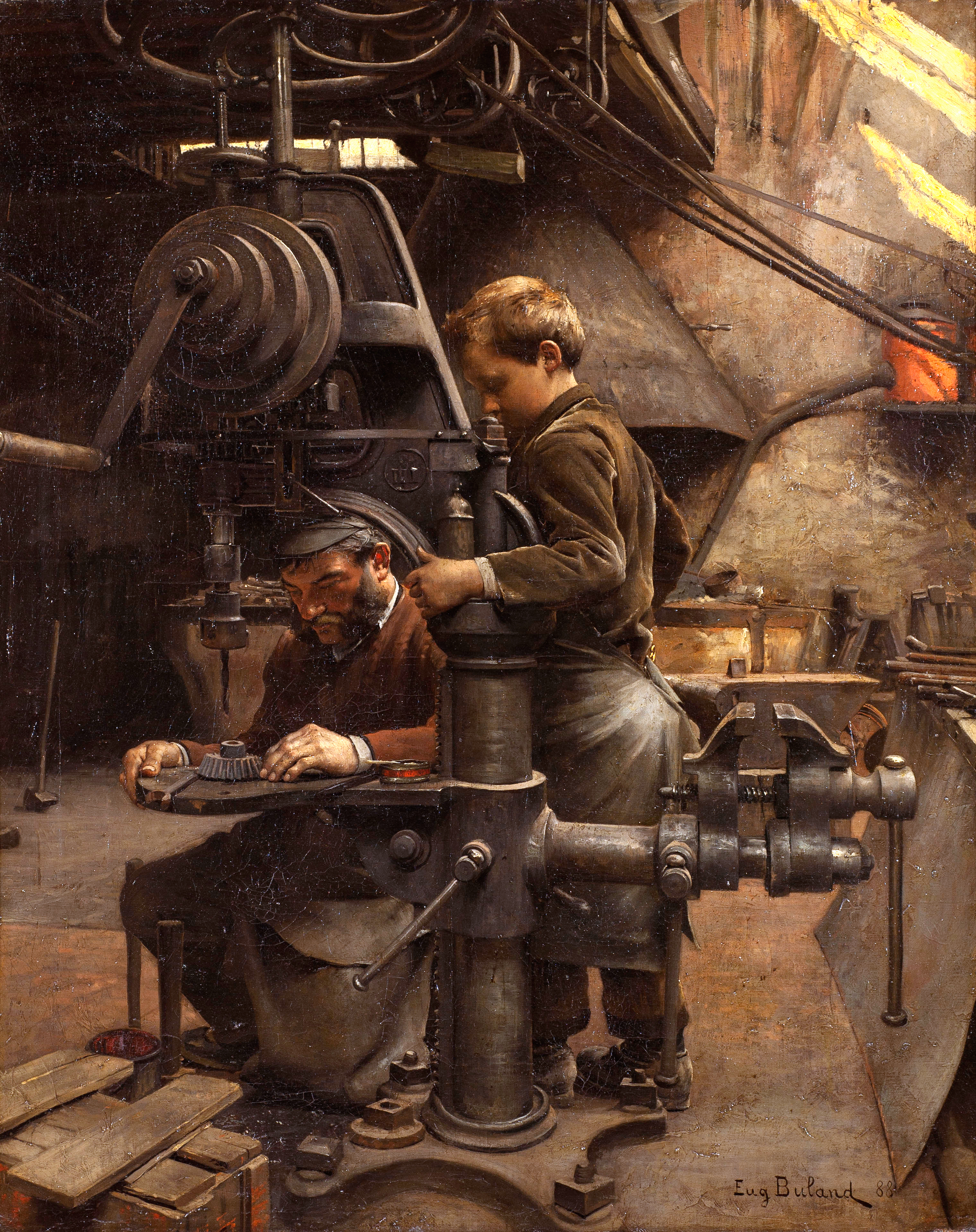
Un Patron (1888), Estocolmo, Nationalmuseum.
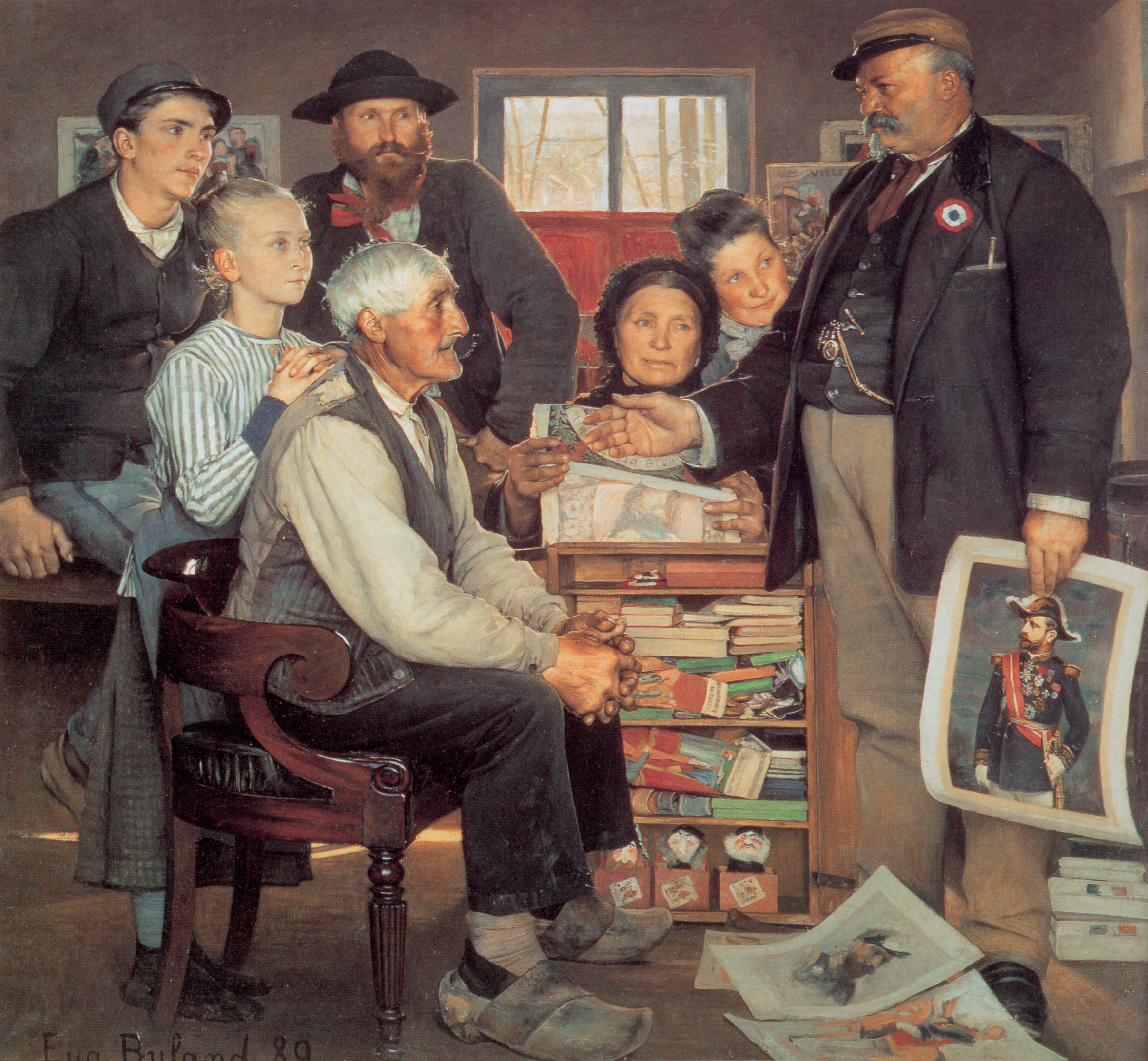
Propagande (1889), Paris, musée d'Orsay.
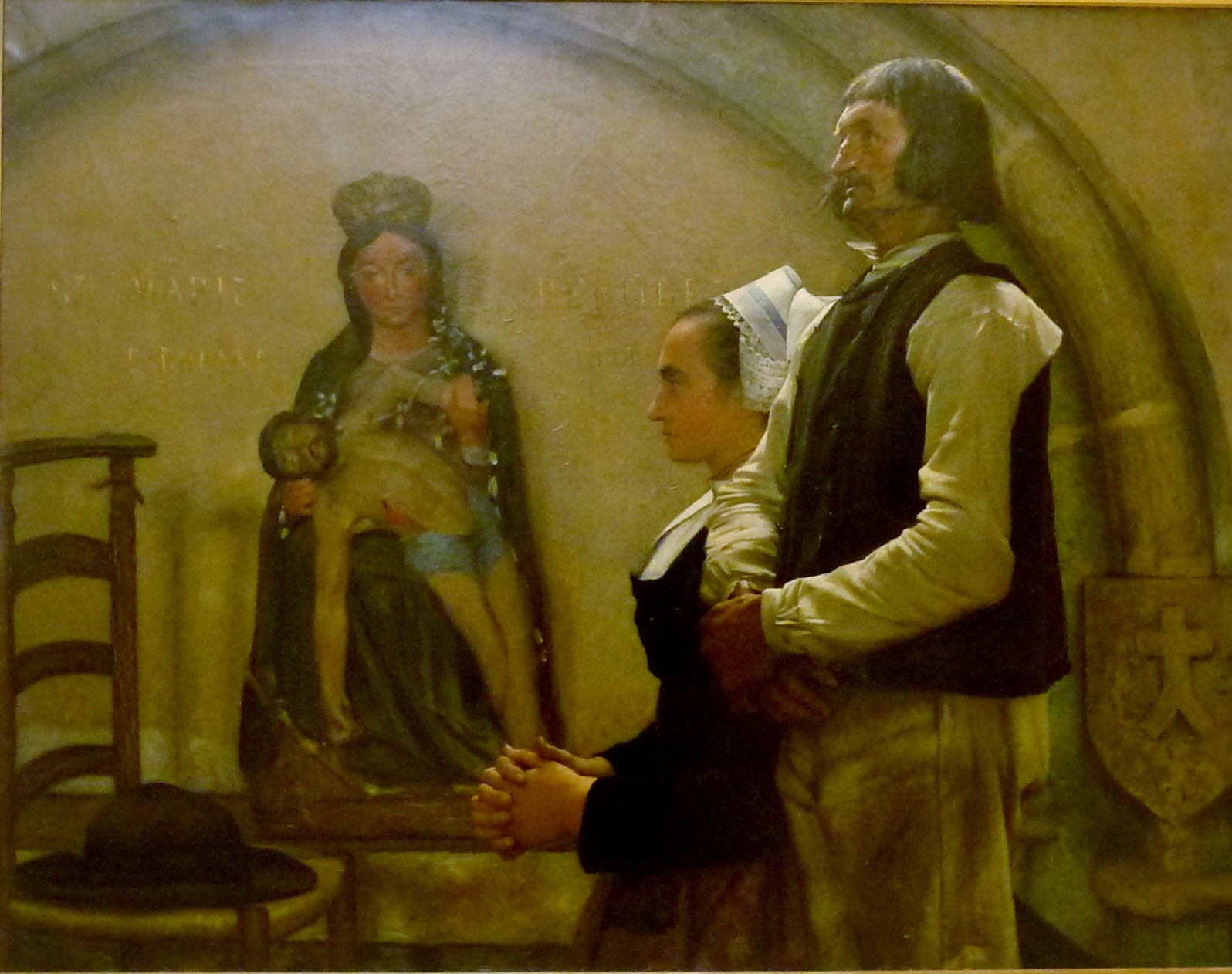
Visite à la Vierge de Bénodet (1898), musée des beaux-arts de Quimper.
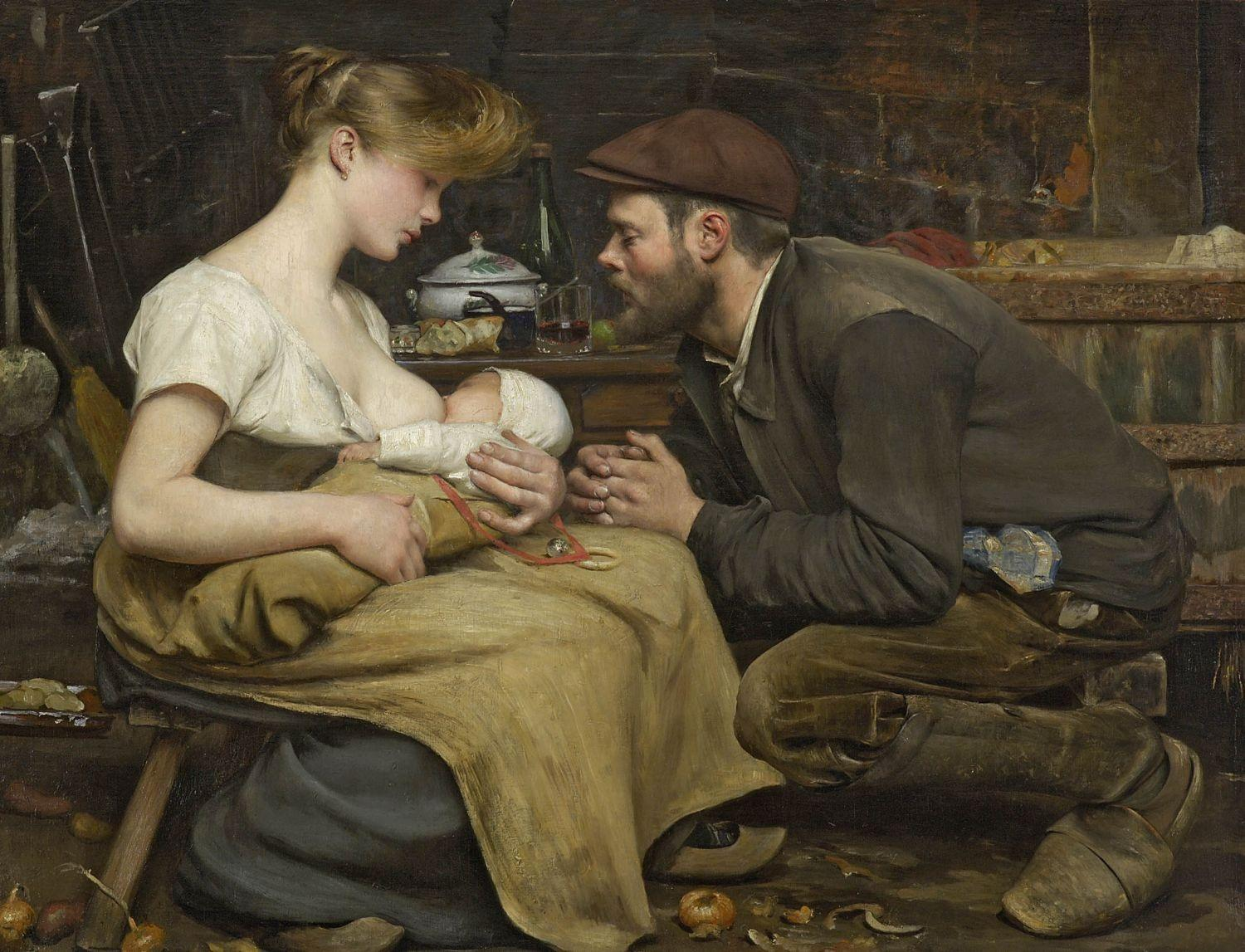
Le bonheur des parents (1903)
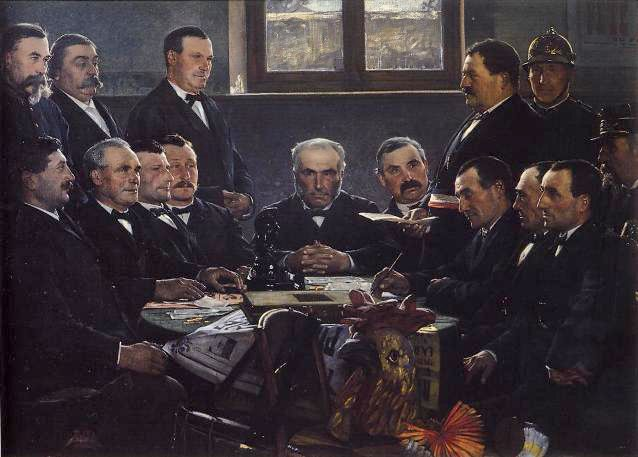
Conseil Municipal et Commission de Pierrelaye Organisant La Fête.
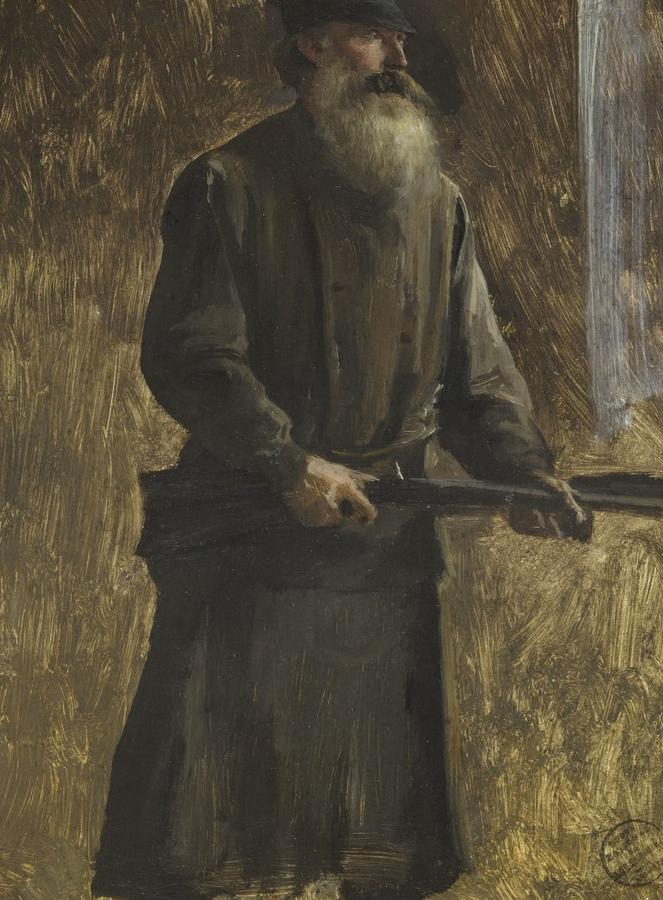
Tireurs D'Arbalète
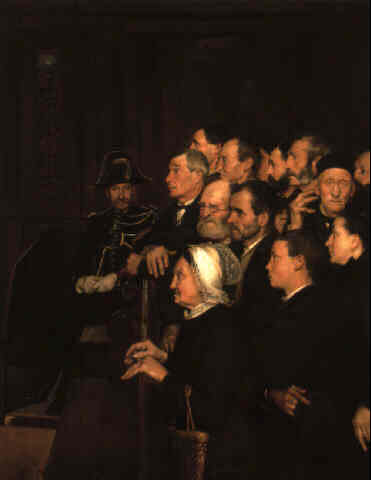
Un Jour D'audience (1895)
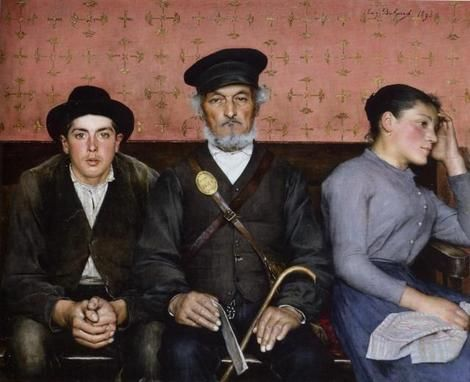
Flagrant Délit
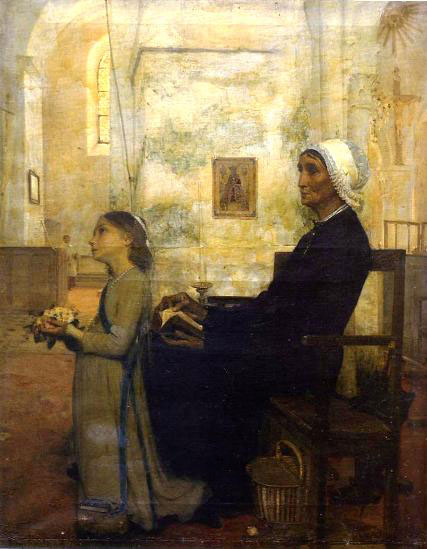
Offrande à la Vierge
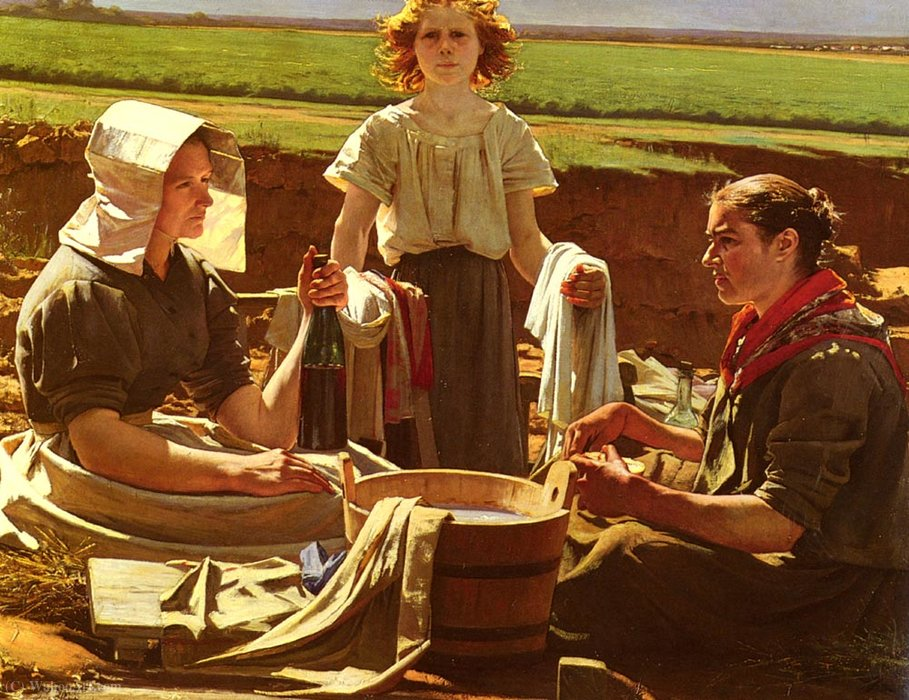
Déjeuner Des Laveuses
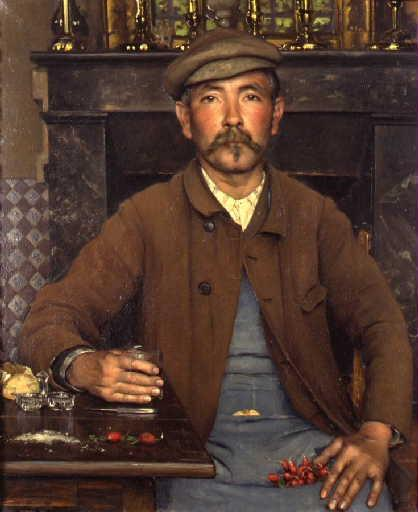
Le Repas Du Jardinier (1889)
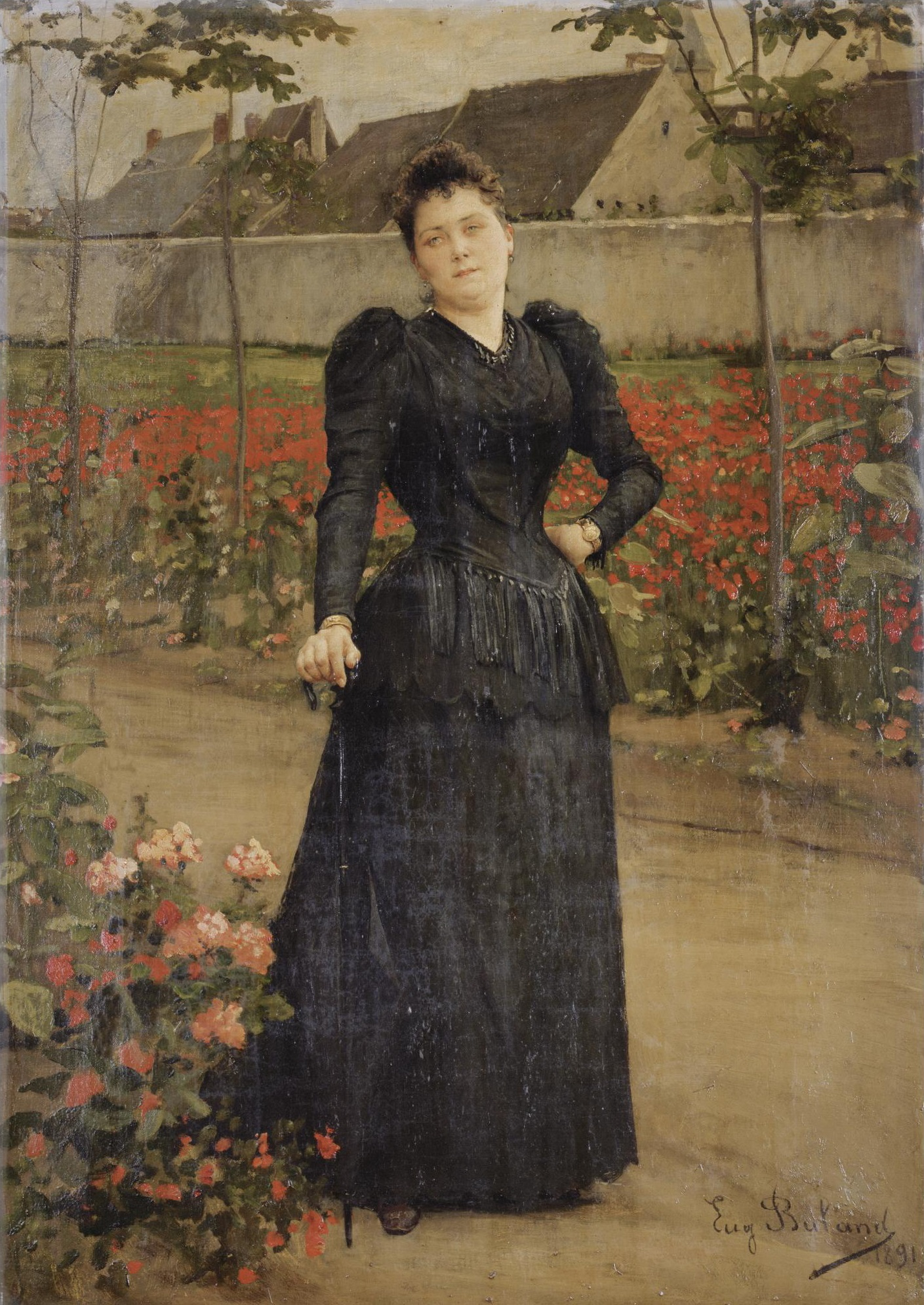
Une Promenade Sur Le Parc (1891)
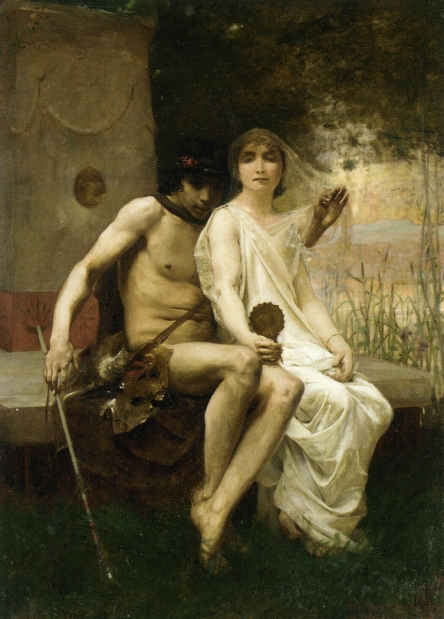
Lycanion Et Daphnis
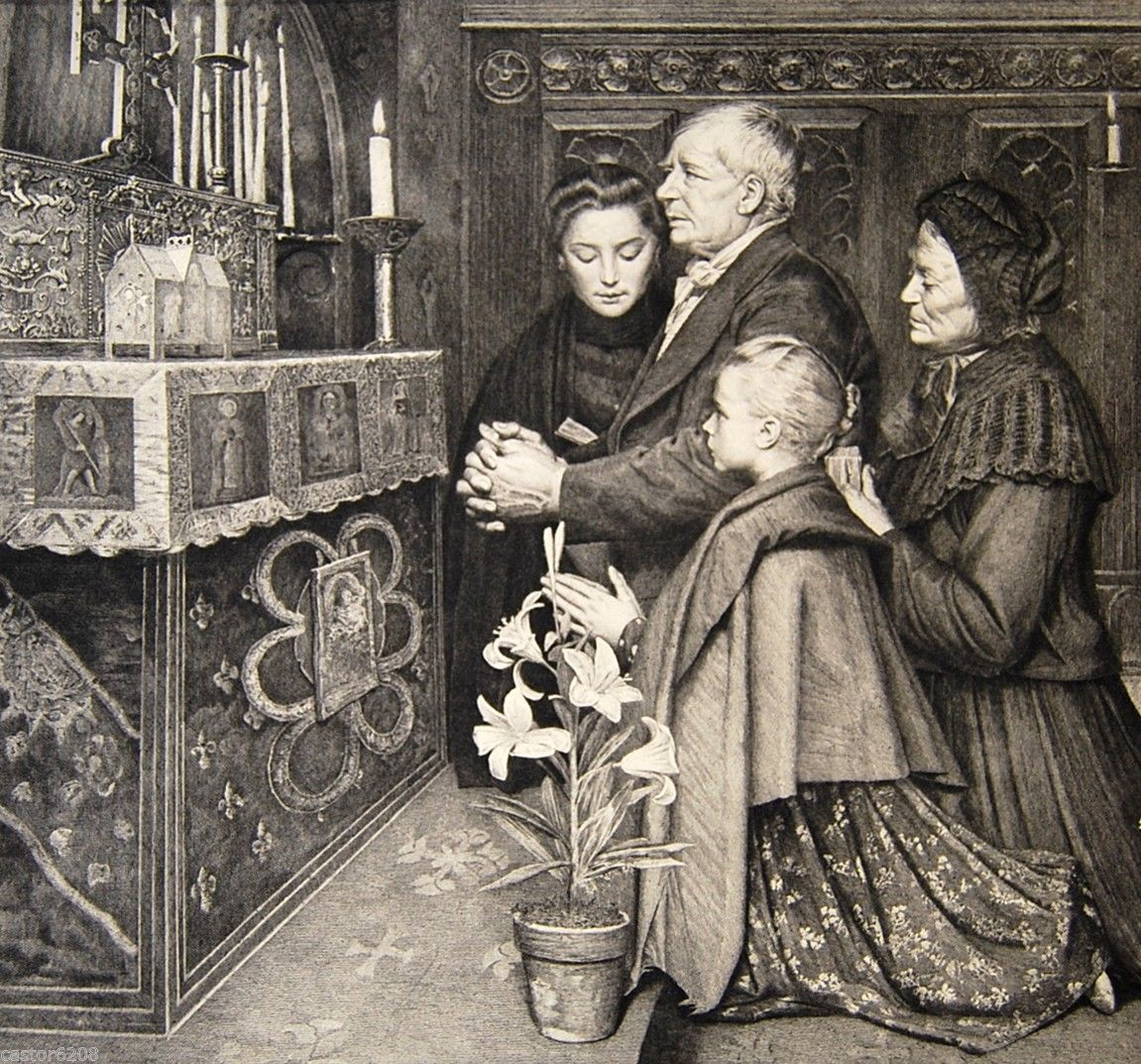
Prière Devant Les Reliques
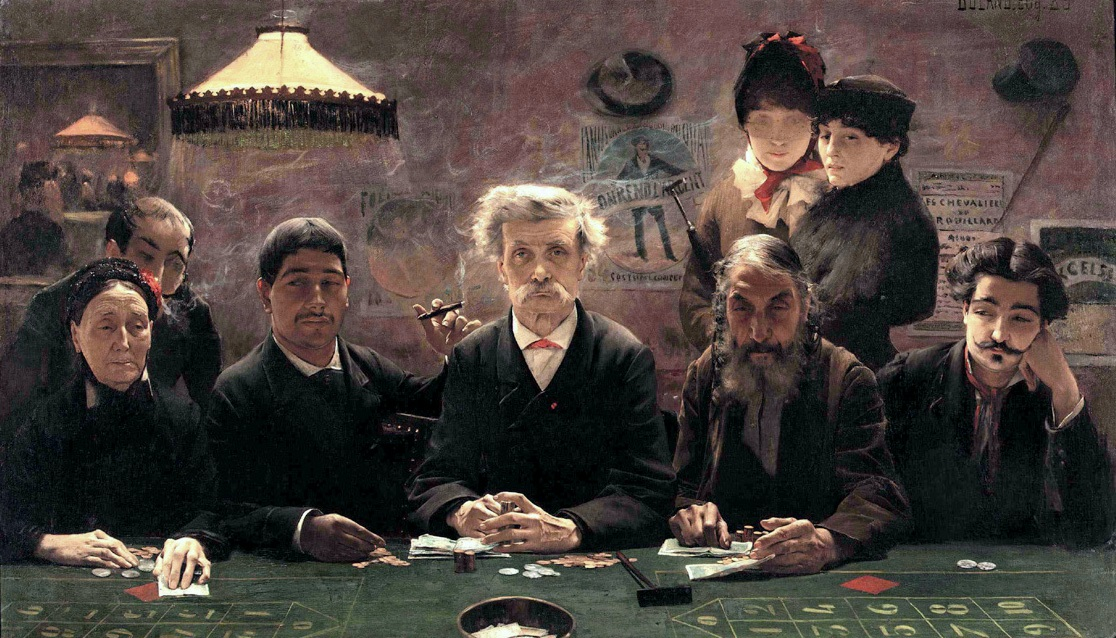
Le Tripot ou Au Casino ou La Table de Jeu (1883)
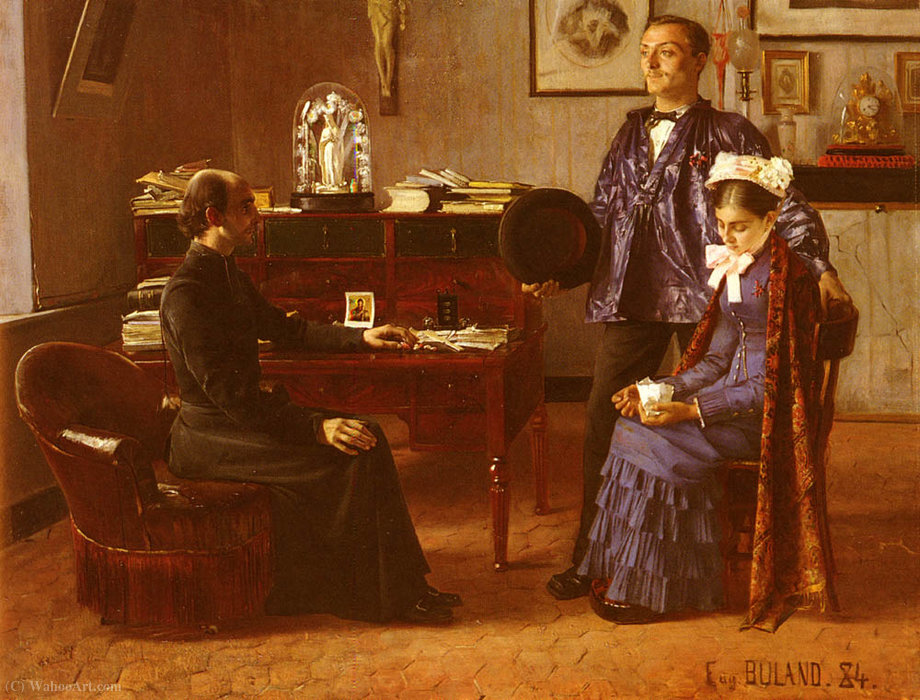
La Visite Lendemain de Noce (1884)